# هرمان استنتون بچلارد
هرمان استنتون بچلارد (انگلیسی: Herman S. Bachelard؛ ۱۹۲۹ – ۱۲ سپتامبر ۲۰۰۶) یک شیمی‌دان اعصاب اهل بریتانیا بود. تحقیقات او در زمینه متابولیسم انرژی در مغز متمرکز بود. 